# Сато, Аяно
Аяно Сато (яп. 綾乃 佐藤; 10 декабря 1996) — японская конькобежка, олимпийская чемпионка 2018 года и серебряный призёр 2022 года, 2-кратная чемпионка мира и 2-кратная призёр чемпионата мира в командной гонке, чемпионка мира среди юниоров в командной гонке (2013) и в масс-старте (2016). Выступает за команду "All Nippon Airways Co., Ltd" (ANA) с 2019 года.

## Биография
Аяно Сато начала кататься на коньках в возрасте 3-х лет в Аккеси в округе Кусиро. В возрасте 6 лет, когда училась в первом классе начальной школы занялась конькобежным спортом. Параллельно она играла в мини-баскетбол. В возрасте 13 лет участвовала в соревнованиях начальной школы. Все эти годы она с постоянством выигрывала соревнования средней школы. В 2013 году она училась в 1-м классе средней школы и заняла 2-е место в многоборье на чемпионате Японии среди юниоров и дебютировала на юниорском чемпионате мира в Коллальбо, где сразу вместе с партнёрами выиграла "золото" в командной гонке.
В 2014 году Аяно стала третьей в Японии среди юниоров и заняла 3-е место в командной гонке на юниорском чемпионате мира. Через год выиграла на национальном чемпионате среди юниоров две золотые медали в забегах на 1500 и 3000 м и вновь была третьей с командой на юниорском мировом чемпионате. В сезоне 2015/16 удачно выступала на Кубке мира среди юниоров в масс-старте, выиграла Всеяпонский чемпионат среди студентов, и юниорский чемпионат в многоборье. 
На юниорском чемпионате мира в Чанчуне в 2016 году Аяно победила в масс-старте, стала 2-й в командном спринте и третьей в командной гонке. В сезоне 2016/17 заняла 3-е место в многоборье и на дистанции 1500 м на чемпионате Японии, а также на 8-х зимних Азиатских играх в Саппоро выиграла "золото" в командной гонке, "серебро" в масс-старте и "бронзу" в забеге на 3000 м.
В 2017 году впервые участвовала на чемпионатах мира на отдельных дистанциях и в многоборье, но больших успехов не добилась. В декабре отобралась на олимпиаду, заняв 2-е место в забеге на 3000 м. В феврале на зимних Олимпийских играх в Пхёнчхане Аяно вместе с партнёршами завоевала золотую медаль в командной гонке, заняла 8-е место на дистанции 3000 м и 12-е в масс-старте.
В 2019 году она впервые стала чемпионкой мира, победив в командной гонке на чемпионате мира в Инцелле, а в 2020 году стала двукратной чемпионкой на чемпионате мира в Солт-Лейк-Сити. В 2022 году Аяно участвовала на зимних Олимпийских играх в Пекине, где выиграла серебряную медаль в командной гонке преследования, 8-е место в масс-старте, 4-е в забеге на 1500 м и 9-е на 3000 м.
В сезоне 2022/23 она стала чемпионкой страны в масс-старте и заняла 2-е места на дистанциях 1000 и 1500 м, а также заняла 2-е место в командной гонке на этапе Кубка мира в Калгари и 3-е в Ставангере.

## Личная жизнь
Аяно Сато окончила среднюю школу Кусиро Хокуйо, обучалась в Университете здравоохранения и социального обеспечения Такасаки и в 2019 году  окончила его на факультете детского образования и человеческого развития. Её хобби - косметика, ухаживающая за волосами. В межсезонье она проходила практику в детском саду для того, чтобы получить квалификацию воспитателя. Аяно выросла в среде, где много морепродуктов и устриц. Её отец Фуминори Сато работал рыбаком, мать зовут Кейко Сато. Двоюродный брат Тацуе Сато профессиональный бейсболист.

## Награды
- 2015 — получила спортивную премию Хоккайдо
- 2018 — получила почетную награду города Такасаки
- 2018 — получила специальную почётную спортивную награду префектуры Гумма
- 2018 — награждена медалью с Пурпурной лентой

## Спортивные достижения
| Год  | ЧM многоборье          | ЧM на отдельных дистанциях | Чемпионат мира среди юниоров                                              |
| ---- | ---------------------- | -------------------------- | ------------------------------------------------------------------------- |
| 2013 |                        |                            | 7e · (6e, 5e, 8e, 11e) · командная гонка                                  |
| 2014 |                        |                            | 8e (15e, 11e, 18e, 10e)                                                   |
| 2015 |                        |                            | 7e (22e, 12e, 16e, 10e) 8e масс-старт                                     |
| 2016 |                        |                            | 6e · (19e, 9e, 10e, 4e) · масс-старт · командная гонка · командный спринт |
| 2017 | NC10 (6e, 11e, 10e, -) | 20e 1500m 15e 3000m        |                                                                           |

- (500 м, 3000 м, 1500 м, 5000 м) и для юниоров (500 м, 1500 м, 1000 м, 3000 м)
- NC10 = не отобралась на заключительную дистанцию